# 新營產業園區
新營工業區於1982年2月由台南縣政府與台灣土地開發信託投資共同開發，再由台灣省政府建設廳工程技術服務中心規劃設計，經歷1年8個月於1983年10月開發完成。

## 土地面積
總面積124公頃，其中可供廠商從事生產面積103.6公頃，佔整體83.44%。
園區鄰近國道一號新營交流道西側，格局方正，四周被國道1號，台19甲線，市道172號，區道72線(太子路)所包圍。

## 廠商概況
目前營運中的廠商136家、停工3家、歇業18家，合計共157家。

### 進駐廠商
- 秦榮股份有限公司
- 瑞欣豐茂企業股份有限公司瑞欣廠
- 友辰鋁業有限公司
- 玉成製冰冷凍廠
- 峰義有限公司
- 常琪鋁業股份有限公司
- 永工國際有限公司新營一廠
- 冠業實業社
- 環代鋼鐵股份有限公司新營廠
- 國聯機電工程有限公司
- 九華交通工業股份有限公司
- 漢崴開發股份有限公司新營廠
- 東陽汽材企業社
- 鴻勝鋁業股份有限公司
- 臺聯實業股份有限公司新營廠
- 大發塑膠製品有限公司
- 孟益企業股份有限公司二廠
- 福順興塑膠廠
- 經緯染色企業有限公司
- 全程興業股份有限公司新營廠
- 新竹貨運股份有限公司
- 勁耘科技股份有限公司
- 國京實業股份有限公司
- 東富石材有限公司
- 灃輝實業有限公司
- 螢德鋼鐵股份有限公司
- 穩泰化工興業有限公司第二廠
- 杜漢企業股份有限公司
- 丙安科技有限公司
- 育立實業股份有限公司
- 瑞一企業有限公司新營廠
- 寶一科技股份有限公司新營廠
- 茂佳精密科技股份有限公司台南廠
- 寶盛化學工業股份有限公司新營廠
- 舒美地實業有限公司
- 新統企業股份有限公司
- 靖達精密科技有限公司
- 顏氏興業有限公司新營廠
- 大于製冰廠有限公司新營廠
- 高泰富隆企業有限公司
- 中科精密化學股份有限公司新營廠
- 欣營石油氣股份有限公司
- 慶生實業廠
- 吉吉吉工業有限公司（梁鳴）
- 王牌鋼鋁有限公司新營廠
- 成亦隆企業有限公司
- 全晉實業股份有限公司
- 鑫奇工業有限公司
- 陳德深
- 統一速達股份有限公司新營營業所
- 顏氏興業有限公司
- 陳耀輝
- 嘉田汽車股份有限公司
- 鑫雅實業股份有限公司新營廠
- 能豐塑膠有限公司新營廠
- 星輝生技股份有限公司
- 南亞畜牧股份有限公司
- 瑞特汽車股份有限公司新營營業所
- 南陽實業股份有限公司嘉南分公司新營修護廠
- 尚亞企業股份有限公司
- 又升科技工程有限公司
- 帝寶工業股份有限公司
- 台灣富士模具股份有限公司新營廠
- 仁澤實業股份有限公司
- 久升機械工業有限公司
- 尚亞企業股份有限公司
- 緯晉工業股份有限公司台南廠
- 進侑企業有限公司
- 友辰鋁業有限公司
- 泰昌石材企業有限公司
- 詠益自動化設備有限公司新營廠
- 國京實業股份有限公司
- 建龍機械工業股份有限公司新營廠
- 中國電器股份有限公司新營廠
- 金優美股份有限公司
- 高聚薄膜股份有限公司
- 宇申工程有限公司二廠
- 劦燦股份有限公司
- 兆昱企業股份有限公司
- 周洽祥
- 新名慶企業行
- 欣祺裝潢建材有限公司
- 東柏有限公司新營廠
- 鼎雲皮革股份有限公司
- 膠王化工股份有限公司
- 亞東預拌混凝土股份有限公司新營廠
- 年冠實業股份有限公司第一廠
- 新永和製皮廠股份有限公司
- 新芳奈米科技有限公司
- 一慶實業股份有限公司
- 太子汽車工業股份有限公司新營廠
- 榮眾科技股份有限公司新營廠
- 奇立實業股份有限公司
- 振鳴機械廠股份有限公司
- 伍豐大理石工藝有限公司
- 華業科技股份有限公司
- 仲衛實業股份有限公司
- 統億食品冷凍製冰有限公司
- 大昭製藥生物科技股份有限公司
- 文慶出版社股份有限公司
- 嘉田汽車股份有限公司
- 富隆鋼鐵股份有限公司台南廠
- 雅芝齋事業股份有限公司新營廠
- 信泰機械廠有限公司
- 台一電子機械股份有限公司
- 正和製藥股份有限公司新營廠
- 國璋企業股份有限公司新營廠
- 海吉兒實業有限公司
- 宏昌商標有限公司新營總廠
- 全翔股份有限公司
- 優達樹脂化工股份有限公司
- 仙台藥品工業股份有限公司
- 永帥企業有限公司新營廠
- 松川塑膠股份有限公司新營廠
- 宏上典實業股份有限公司
- 成浤塑膠股份有限公司
- 優勝美企業股份有限公司二廠
- 福懋興業股份有限公司福懋新工加油站
- 星星皮革工業股份有限公司
- 能廣織造股份有限公司
- 優之堡生技製藥股份有限公司新營廠
- 高奕順鋼鐵企業股份有限公司新營廠
- 台菱樹脂工業股份有限公司新營分公司
- 金穎生物科技股份有限公司
- 環球手套股份有限公司
- 劦燦股份有限公司新營廠
- 領先汽車實業有限公司
- 雨進機械有限公司
- 金鼎紙業股份有限公司
- 鷹星工業有限公司
- 統義玻璃工業股份有限公司
- 榮重鋼構股份有限公司新營廠
- 榮剛材料科技股份有限公司新營廠
- 長榮開發股份有限公司新營廠
- 三浦鍋爐股份有限公司
- 新宏建鐵箱工業有限公司
- 固得力企業有限公司新營廠
- 美東菱股份有限公司新營廠
- 昆億勝食品有限公司
- 旭鋐金屬工業股份有限公司
- 勇盛國際貿易有限公司
- 勇琿有限公司
- 益代工程有限公司
- 階益企業股份有限公司
- 兆益實業股份有限公司
- 黃立冷凍空調機械有限公司新營廠
- 臺灣正昇金屬股份有限公司
- 鳳宇科技有限公司
- 仲群維企業有限公司
- 大發塑膠製品有限公司
- 勝筠不銹鋼有限公司
- 愛普利工業股份有限公司
- 葉哲愷
- 黃進有
- 興良展工程有限公司一廠
- 常旺生技企業有限公司
- 叡億金屬股份有限公司
- 孟益企業股份有限公司
- 祥溢企業社
- 臺灣正昇金屬股份有限公司二廠
- 新穎汽車有限公司
- 光大照明設備有限公司
- 山竚企業有限公司
- 梁鳴工業有限公司
- 辰頴股份有限公司高屏羊乳加工廠
- 統義玻璃工業股份有限公司四維廠
- 中連汽車貨運股份有限公司新營營業所
- 大榮汽車貨運股份有限公司新營營業所
- 台灣電力股份有限公司新營區營業處
- 養健有限公司
- 泰宗生物科技股份有限公司新營廠
- 紘亞鋼鋁企業有限公司

## 外部連結
- 經濟部工業局新營工業區 （页面存档备份，存于）